# Mamma Mia (Klovn-afsnit)
 For alternative betydninger, se Mamma Mia. (Se også artikler, som begynder med Mamma Mia)
"Mamma Mia" er afsnit 41 i Frank Hvam og Casper Christensens sitcom Klovn, første gang vist på TV2 Zulu 3. marts 2008.

## Handling
Frank og Mia vil adoptere et barn og skal godkendes af adoptionskontoret. Frank overvejer at melde sig som børnenes julemand i Fægteklubben Trekanten, og Mia gør hvad hun kan for at få Frank til at fremstå tiltalende.

## Hovedskuespillere
- Casper Christensen som Casper
- Iben Hjejle som Iben
- Frank Hvam som Frank
- Mia Lyhne som Mia

| Fjernsyn | Spire Denne artikel om et tv-program er en spire som bør udbygges. Du er velkommen til at hjælpe Wikipedia ved at udvide den. |